# Sí mismo
El término sí mismo es un constructo referido a la relación de una persona consigo misma y es utilizado por varias escuelas de psicología. Se usa para traducir los términos Selbst en alemán y self en inglés, aunque este último a veces se usa en español sin traducir.
En psicología fue utilizado primeramente por el filósofo y psicólogo William James en 1890 y en el psicoanálisis fue introducido por Heinz Hartmann con el objeto de diferenciar el yo (la instancia psíquica que en inglés se denomina ego) de este concepto que se refería simplemente a «uno mismo», a la propia persona. Hartmann hizo una definición bastante genérica en 1950, pero el  concepto fue tomando después otros significados más específicos y se utilizó también para nombrar una instancia de la personalidad en sentido narcisista, referida a una representación libidinal de uno mismo. En la década siguiente, Donald Woods Winnicott recogió el término en la escuela inglesa de psicoanálisis, mientras que Heinz Kohut hizo lo suyo en EE. UU. y fundó una escuela de pensamiento psicoanalítico llamada «psicología del sí mismo» (self psychology).
Las ideas acerca del sí mismo divergen mucho entre teóricos y campos de estudio, pero de manera general describen el conjunto de aquellas características que el individuo percibe como pertenecientes a la propia persona, aunque en parte puedan ser el resultado de atribuciones de otros y puedan referirse a aspectos conceptuales o afectivos.
El punto nodal es que el sujeto se reconozca  a sí mismo como un punto de referencia distinto y constante en el tiempo  a partir de una orginaria discriminación Yo - No yo, que es el momento en el que se reconoce  como un ente continuos, con un pasado,un presente y un futuro, lo que le da una identidad propi como individuo separado de los demás individuos.

## Evolución y deriva del concepto de sí mismo
La filosofía discutió durante siglos el alcance de este concepto, pero es a fines del siglo XIX cuando se introduce en la psicología con los trabajos de William James, en los que intentó diferenciar conceptual y empíricamente entre un sí mismo como sujeto que conoce (I) y un sí mismo como objeto de conocimiento (me).  Esta distinción epistemológica de James abre paso a la posibilidad de analizar separadamente al «yo» y al «mi». Así, en el acto de pensar en sí mismo o de conocerse a sí mismo hay dos instancias: un conocedor y un conocido. 
Por esta línea de pensamiento, James llega a considerar al self como el objeto y resultado de la experiencia cognoscitiva, es decir, el autoconcepto. Hilando más fino, define tres constituyentes: un me material, que incluye principalmente el cuerpo, pero también la familia, la casa y las posesiones que se perciben como propias; un me social, referido al reconocimiento que tienen los otros (y puede haber varios me sociales diferentes); y un me espiritual, constituido por el conjunto de sentimientos y emociones percibidas por uno mismo.
El concepto se investigó científicamente de forma intensiva como «sí mismo»  (self) recién a partir de mediados de la década de 1960. Para comprender el devenir de su conceptualización, es necesario recordar que el paradigma de investigación psicológica dominante en la época era  el conductismo, el cual no consideraba al sujeto autorreflexivo como un posible objeto de estudio, de modo que la conciencia tampoco era objeto de investigación hasta ese momento. Más adelante, sin embargo, el interés de la psicología científica se ha centrado cada vez más en el tema del self, de modo que Ruth Rustemeyer (1986) habla incluso de un auge de las teorías acerca del concepto de sí mismo.
La definición del término «sí mismo» es bastante divergente. Para algunos autores como Edmund Bergler este término es un sinónimo del constructo «personalidad», mientras que Carl Rogers lo equiparó con el «potencial de autorrealización». Por su parte, la psicóloga social Amélie Mummendey (1983) supone que el concepto de sí mismo es una suerte de renacimiento del concepto de «alma» en psicología.
Los sociólogos y psicólogos sociales suelen definir al sí mismo como la suma de los roles sociales de un individuo. 

### En las escuelas de psicoanálisis
El psiquiatra y psicoanalista vienés Heinz Hartmann, que había emigrado a EE. UU. huyendo de la persecución del nazismo, es reconocido como el principal fundador de la corriente psicoanalítica de la Psicología del yo (Ego Psychology) y fue quien utilizó por primera vez el concepto de self en el contexto psicoanalítico de los círculos de Nueva York. El primer registro está en la obra de Edith Jacobson (colaboradora estrecha de Hartmann) The self and the object World, publicada en 1964. El psicoanálisis hasta entonces no había hecho una descripción fenomenológica del yo. En los escritos de Freud el yo es una «instancia» del aparato psíquico, en ocasiones presentado como un «sistema». Hartmann describe en el yo una función de identificación que conforma otra instancia que denomina self. Para este autor, la experiencia subjetiva del sí mismo no constituye al yo, pero surge como un resultado de las funciones yoicas.
El psicoanálisis anglosajón recogió ampliamente la noción de self y autores como Guntrip
y Winnicott le otorgaron un lugar central en sus desarrollos teóricos analíticos. En EE. UU., después de que Kohut fundara la self-psychology, el concepto de sí mismo se utiliza profusamente por representantes de diversas corrientes psicoanalíticas.
Para Freud la instancia del yo no existe al nacer, sino que se va conformando como instancia mediadora y actuante en medio del conflicto entre el ello, gobernado por el principio del placer y las exigencias de la realidad. En los desarrollos de Melanie Klein aparece la idea de un yo que existe desde el nacimiento. Winnicott recoge la idea kleineana del yo prematuro, existente aun antes del nacimiento. Sin embargo, el establecimiento el self sería posterior, puesto que ese yo muy débil y dependiente debe lograr primero su propia organización, de modo que la distinción entre lo «distinto de mí» de lo que es «parte de mí» (condición básica para que se establezca el self) es un proceso gradual según este autor. La madre es una figura sustentadora del yo en su fase temprana, de modo que la capacidad de estar a solas, sin ella, es un signo de madurez del yo y ocurre cuando el niño ha introyectado a la madre y no necesita buscar permanentemente su apoyo.
Según Winnicott, no existe el ello antes del yo y —mientras el yo puede estudiarse desde un comienzo— el self solo aparece cuando el niño empieza a utilizar su intelecto para comprender el entorno y, específicamente, a mirar lo que los demás ven, sienten, oyen, perciben o piensan al interactuar con su cuerpo infantil. El fundamento del yo es el yo corporal y esta integración de todo lo que pertenece al propio cuerpo y a sus funciones, todo aquello que la propia piel delimita es un proceso que Winnicott denominó «personalización», mientras que el término «despersonalización» indicaría la ausencia de vínculo estrecho que une al yo con el cuerpo. Es el yo (y no el ello) el que establece inicialmente la relación objetal.
Heinz Kohut, por su parte había dedicado su atención al estudio del narcisismo y sus elaboraciones de fines de la década de los sesenta y principios de los setenta se alejaban de la teoría freudiana de manera sustancial y fueron muy controvertidas en el Instituto Psicoanalítico de Chicago Instituto Psicoanalítico de Chicago. Se orientó a describir una «psicología del sí mismo», principalmente en sus obras Análisis del self (1971), Reflexiones sobre narcisismo y la rabia narcisista (1972) y principalmente en La restauración del Self (1977) delineó una nueva forma de abordar el psicoanálisis que denominó «Psicología del self», corriente que logró un lugar destacado entre las escuelas psicológicas de los Estados Unidos.
Kohut no daba un significado rígido al término «sí mismo» y lo consideraba insuficientemente definible. No obstante, hoy en día se habla a menudo de una «psicología del sí mismo», que en parte se entiende como una tradición psicoanalítica independiente. En este contexto, desarrolló principalmente un tratamiento específico para los trastornos narcisistas. Distingue entre el narcisismo sano como expresión de un sí mismo fuerte y viable que quiere ampliar sus capacidades y satisfacer sus necesidades, por un lado, y el narcisismo patológico de un sí mismo débil que sólo puede estabilizarse pretendiendo ser grandioso, por otro. Si esto no tiene éxito, sobreviene la depresión. Kohut vio en ello un complemento de la teoría pulsional de Sigmund Freud y de la psicología del yo, y quiso ampliar el espectro de los trastornos tratados psicoanalíticamente.
Kohut fue uno de los primeros psicoanalistas en considerar el concepto del self como central en sus consideraciones teóricas. Conceptualizó su emergencia a partir de los llamados «self-cores» (núcleos del sí mismo) formaciones tempranas que luego conducen a un «self cohesivo arcaico». Más tarde, se desarrollaría según su teoría el estado de un «sí mismo bipolar». En el sí mismo bipolar se constituyen dos experiencias objetales diferentes, por un lado el reflejo y por otro las experiencias idealizadas de las relaciones objetales tempranas.
A pesar del notable desarrollo teórico que hay en la historia y devenir del concepto, el análisis metapsicológico  (de acuerdo con las exigencias de la tradición metodológica  psicoanalítica) de la noción de self no llega a clarificar su significado, el que cada vez se  vuelve más impreciso, a tal extremo que incluso algunos psicólogos del yo como Leo Rangell han criticado la omnipresencia del self en el trabajo analítico porque coparía todo el espacio e impediría la reflexión sobre el conflicto psíquico.

### En la psicología analítica
Para la escuela fundada por Carl Gustav Jung, el Selbst o «sí-mismo» (que los representantes de esta corriente convencionalmente escriben en español siempre con un guion) tiene un significado bastante diferente. Por una parte, constituye el arquetipo central de lo inconsciente colectivo y por otra, representa a la psique como un todo, es decir, es a la vez expresión del yo consciente y de la psique inconsciente. Es el arquetipo de la totalidad y si bien Jung considera que desde el nacimiento está presente este sentido de totalidad integradora, tempranamente se diferenciará el yo como instancia separada de la unidad original. Sin embargo, como resultado del proceso de individuación ocurriría el retorno y redescubrimiento consciente del sí-mismo original. En ese sentido, el sí-mismo sería a la vez origen, meta y resultado.

## Conceptos derivados
Sí mismo se refiere también a los diversos términos de "autorreferencia" (del griego autós y el latín referentia), es decir, todo aquello que del sujeto refiere al mismo sujeto: creencias y representaciones subjetivas, como esquemas e imágenes. 
Debido a que las traducciones de self son diversas, se usan alternativamente en español los términos yo, sí mismo, uno mismo, ser, persona, personalidad, entre varios otros y no siempre de manera consistente o rigurosa. Por este motivo, cuando se quiere mayor precisión, la opción es mantener el vocablo en inglés (self), el que se usa como un sustantivo o como vocablo con función adjetiva y en ambos casos refiere a esencia o a individualidad. En ocasiones, también se traduce por el prefijo «auto», dando lugar a varios conceptos derivados: self-esteem (autoestima), self-containment (autocontención), self-awareness (autoconsciencia), self-image (autoimagen) y muchos otros. Los conceptos y esquemas autorreferentes son esenciales para desempeñarse en el medio natural y social.

### Autoeficacia
La autoeficacia es la impresión de que uno es capaz de desempeñarse de una cierta forma y de poder alcanzar ciertas metas. Es la creencia de que uno tiene las habilidades para ejecutar los cursos de acción requeridos para manejar situaciones previstas. Un artículo en Oxford Academic aborda la relación entre la autoeficacia y la autoestima, destacando que, aunque relacionadas, no son idénticas. La autoeficacia se refiere más a la creencia en la capacidad de realizar tareas específicas, mientras que la autoestima implica una evaluación más general del propio valor

### Autoestima
En la psicología, la autoestima refleja la autoevaluación general que la persona posee de su propia valía. Ella abarca creencias (por ejemplo, "Soy competente/incompetente") con un alto grado de reactividad emocional asociada (por ejemplo, sentimientos de triunfo, desesperación, vergüenza, confianza) y en alguna medida, reflejada en la conducta (por ejemplo, la conducta asertiva que refleja alta autoestima y sentimientos de confianza, o una conducta timorata que puede reflejar una autoestima baja y sentimientos de vergüenza). A veces pueden referirse a la autoestima en términos como autovalía, autorrespeto, autoconfianza y amor propio. 

### Autoconcepto
Para Michelle Mann, el autoconcepto (Self-concept) sería la totalidad de creencias y  convicciones que un individuo tiene sobre sus cualidades y rasgos personales. Sería un término muy semejante al de autoimagen (self-image) y al de autopercepción (self-perception). Se trataría de un esquema cognitivo que proporciona una visión sobre uno mismo y procesa todo clase de información relevante para uno mismo.
La autoestima (Self-esteem) sería el componente valorativo y afectivo del autoconcepto, y se considera equivalente a términos como autorrespeto (self-regard)  o autovaloración (self-estimation o self-worth).

### Autoimagen
La autoimagen de una persona es la representación mental más o menos estable de detalles autorreferentes tanto públicamente constatables por otros (públicamente observables), como el peso, la talla, el sexo, el edad aparente y el color del cabello, sino también características que el individuo ha aprendido de sí mismo, no sólo de experiencia personal, sino también opiniones internalizadas de otras personas. Puede haber una diferencia considerable entre la autoimagen y la realidad, es decir, entre la representación que la persona hace de sí misma y lo que una evaluación objetiva puede determinar, especialmente en trastornos como la anorexia y el trastorno dismórfico corporal.